# Karakalpak
Cet article concerne la langue karakalpake. Pour le peuple karakalpak, voir Karakalpaks.
Le karakalpak est une langue appartenant à la famille des langues turques parlée dans le Karakalpakstan, au sud de la mer d'Aral (nord de l’Ouzbékistan), par le peuple du même nom, proche parente des Nogaïs et Kazakhs.

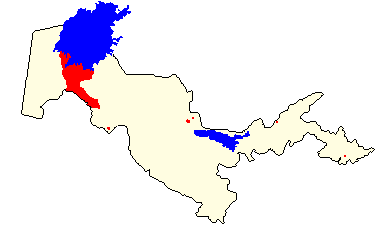
Les zones où le karakalpak est parlé sont représentées en rouge, la mer d’Aral et le lac Aydar tels qu'ils existaient jusque dans les années 1980 sont représentés en bleu.

## Prononciation et écriture

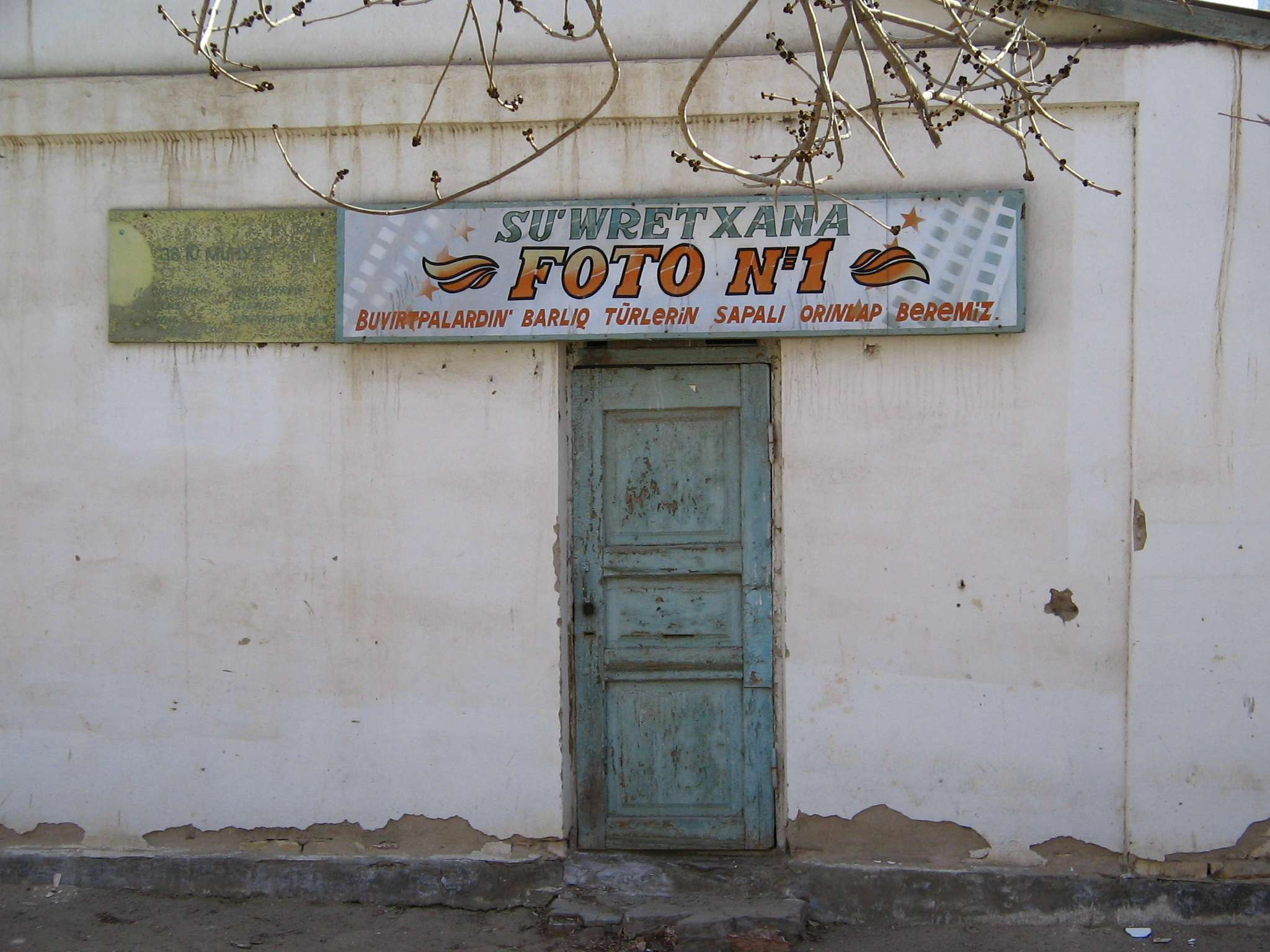
Une boutique à Noukous dont l’enseigne est écrite en karakalpak.

Comme d’autres langues turques (par exemple le kirghiz ou le kazakh), le karakalpak s’est d’abord écrit avec l’alphabet arabe. Entre 1928 et 1940, on utilisait l’alphabet latin, jusqu’à ce que le pouvoir soviétique décide d’utiliser l’alphabet cyrillique. L’Ouzbékistan est devenu indépendant en 1991 et, depuis 1995, le karakalpak s’écrit à nouveau avec l’alphabet latin, comme l’ouzbek.
L’alphabet officiel actuel est proche de celui utilisé pour l’ouzbek. L’apostrophe est utilisée pour modifier le son de certaines lettres.
| Lettre | Prononciation (API) |
| ------ | ------------------- |
| A a    | [a]                 |
| Á á    | [æ]                 |
| B b    | [b]                 |
| D d    | [d]                 |
| E e    | [e]                 |
| F f    | [f]                 |
| G g    | [ɡ]                 |
| Ǵ ǵ    | [ɣ]                 |
| H h    | [h]                 |
| X x    | [x]                 |
| I i    | [i]                 |
| Í ı    | [ɯ]                 |
| J j    | [ʒ] & [d͡ʒ]          |
| K k    | [k]                 |
| Q q    | [q]                 |
| L l    | [l]                 |
| M m    | [m]                 |
| N n    | [n]                 |
| Ń ń    | [ŋ]                 |
| O o    | [o]                 |
| Ó ó    | [œ]                 |
| P p    | [p]                 |
| R r    | [r]                 |
| S s    | [s]                 |
| Sh sh  | [ʃ]                 |
| T t    | [t]                 |
| U u    | [u]                 |
| Ú ú    | [y]                 |
| V v    | [v]                 |
| W w    | [w]                 |
| Y y    | [j]                 |
| Z z    | [z]                 |
| C c    | [t͡s]                |
| Ch ch  | [t͡ʃ]                |

| A a | Á á | B b | D d | E e   | F f   | G g |
| Ǵ ǵ | H h | X x | Í ı | I i   | J j   | K k |
| Q q | L l | M m | N n | Ń ń   | O o   | Ó ó |
| P p | R r | S s | T t | U u   | Ú ú   | V v |
| W w | Y y | Z z | C c | Sh sh | Ch ch |     |

Les lettres b, ch, ts et v se rencontrent principalement dans des mots empruntés (principalement au russe).
L’ancien alphabet cyrillique était basé sur l’alphabet russe, mais utilisait des lettres supplémentaires pour représenter des sons propres au Karakalpak: Ә, Ғ, Қ, Ң, Ө, Ү, Ў et Ҳ, correspondant respectivement á, ǵ, q, ń, ó, ú, w et h.

### Harmonie vocalique

Les voyelles du karakalpak

Le karakalpak, comme de nombreuses langues turques, comporte une harmonie vocalique. Elle suit les règles suivantes.
| Voyelle | Peut être suivie par |
| ------- | -------------------- |
| a       | a, ɯ                 |
| æ       | e, i                 |
| e       | e, i                 |
| i       | e, i                 |
| o       | a, o, u, ɯ           |
| œ       | e, i, œ, y           |
| u       | a, o, u              |
| y       | e, œ, y              |
| ɯ       | a, ɯ                 |

## Grammaire
Le karakalpak, comme les autres langues turques, est une langue agglutinante. Les mots n’ont pas de genre et il y a six cas : nominatif, génitif, datif, accusatif, locatif et ablatif.

### Pronoms personnels
Le karakalpak a six pronoms personnels qui se déclinent comme les noms.
| Personne | Singulier | Pluriel |
| -------- | --------- | ------- |
| 1re      | men       | biz     |
| 2e       | sen       | siz     |
| 3e       | ol        | olar    |

### Numéraux
| 1   | 2       | 3         | 4    | 5    | 6     | 7      | 8      | 9      |
| --- | ------- | --------- | ---- | ---- | ----- | ------ | ------ | ------ |
| bir | eki     | úsh       | tórt | bes  | altı  | jeti   | segiz  | toǵız  |
| 10  | 20      | 30        | 40   | 50   | 60    | 70     | 80     | 90     |
| on  | jigirma | otız      | qırq | eliw | alpıs | jetpis | seksen | toqsan |
| 100 | 1 000   | 1 000 000 |      |      |       |        |        |        |
| júz | mıń     | million   |      |      |       |        |        |        |

Les nombres se forment en juxtaposant la dizaine et l’unité: otız tórt (34), seksen jeti (87). Les numéraux ordinaux se forment avec le suffixe -(i)nshi ou -(ı)nshı: birinshi («premier»), altınshı («septième»), on tórtinshi («quatorzième»), etc.

## Exemples
| Français | Karakalpak   |
| -------- | ------------ |
| terre    | jer          |
| ciel     | aspan, kók   |
| eau      | suw          |
| feu      | ot           |
| homme    | adam         |
| femme    | áyel, hayal  |
| manger   | jew          |
| boire    | ishiw        |
| grand    | náhán, úlken |
| petit    | kishkene     |
| nuit     | tún          |
| jour     | kún          |